# مجلة العناصر الأثرية في الطب والبيولوجيا
مجلة العناصر الأثرية في الطب والبيولوجيا، هي مجلة طبية تتم مراجعتها كل شهرين وتشمل الأدوار التي تلعبها العناصر النزرة في الأنظمة الطبية والبيولوجية. تأسست في عام 1987 باسم مجلة العناصر الأثرية والإلكتروليتات في الصحة والأمراض، وحصلت على عنوانها الحالي في عام 1995. تم نشره من قبل Elsevier نيابة عن اتحاد الجمعيات الأوروبية للعناصر النادرة والمعادن (FESTEM)، والتي تعد الجريدة الرسمية. رئيس التحرير هو Dirk Schaumlöffel ( Université de Pau et des Pays de l'Adour / المركز الوطني للبحث العلمي ). وفقًا لتقارير Journal Citation Reports ، فإن عامل التأثير للمجلة لعام 2017 يبلغ 3.755. 

## روابط خارجية
- الموقع الرسمي